# Pressure Off
Pressure Off è un singolo del gruppo musicale britannico Duran Duran, pubblicato il 19 giugno 2015 come primo estratto dal quattordicesimo album in studio Paper Gods.
Il singolo ha visto la collaborazione della cantante statunitense Janelle Monáe e del chitarrista statunitense Nile Rodgers.

## Uso nei media
Da agosto 2015 a gennaio 2016 è stata la colonna sonora degli spot TIM, prima di venire sostituita da "Il Segnale", reinterpretazione di Mina del brano "Kiss the Sky" di Jason Derulo. 

## Tracce
- Download digitale

1. Pressure Off (feat. Janelle Monáe and Nile Rodgers) – 4:21

## Formazione

### Gruppo
- Simon Le Bon – voce
- Nick Rhodes – tastiera
- John Taylor – basso
- Roger Taylor – batteria

### Altri musicisti
- Janelle Monáe – voce
- Nile Rodgers – chitarra, cori
- Davide Rossi – violino, arrangiamento archi

## Classifiche
| Classifica (2015) | Posizione massima |
| ----------------- | ----------------- |
| Italia            | 59                |